# Plac Żołnierzy Września w Katowicach
Plac Żołnierzy Września w Katowicach − plac położony w katowickiej dzielnicy Dąbrówka Mała, pomiędzy ulicą Milowicką, ulicą gen. Józefa Hallera i ulicą Strzelców Bytomskich.
Plac jest pozostałością dawnego ogrodu jordanowskiego, założonego w latach 30. XX wieku (powstał wówczas budynek przy ul. gen. J. Hallera 72, będący dziś siedzibą przedszkola). W okresie II wojny światowej określano to miejsce jako Gemeindepark. Nazwę plac Żołnierzy Września nadano oficjalnie w 1986.
Na placu Żołnierzy Września znajduje się pomnik upamiętniający byłych Powstańców Śląskich i zasłużonych obywateli Dąbrówki Małej, którzy ponieśli śmierć w więzieniach i obozach śmierci w czasie II wojny światowej i zostali rozstrzelani 3 i 4 kwietnia 1940. Pomnik został odsłonięty w 1960.
Napis na pomniku:

Dla uczczenia bohaterskiej śmierci rozstrzelanych w dniu 3 i 4 IV 1940 r. oraz wymordowanych przez hitlerowskich zbrodniarzy w więzieniach i obozach śmierci wielu Powstańców Śląskich i zasłużonych obywateli Dąbrówki Małej. Ofiara ich krwi nie poszła na marne. Oddali swe życie za wolną Polskę. Cześć ich pamięci. Społeczeństwo Szopienic, 19 VIII 1960 r.

W sąsiedztwie placu zlokalizowany jest historyczny budynek przedszkola (ul. gen. Józefa Hallera 72), wzniesiony w latach trzydziestych XX wieku w stylu funkcjonalizmu. Obiekt wpisano do rejestu zabytków 28 lipca 2023 (nr rej. A/1234/23).
Od listopada do grudnia 2006 na placu został wybudowany integracyjny plac zabaw dla dzieci. Inwestycja wyniosła 182 298,97 zł.